# Povelja kralja Petra Krešimira IV. (1071.)
Povelja kralja Petra Krešimira IV. o području Rapske biskupije vladarska je isprava hrvatskoga kralja Petra Krešimira IV. (1059. – 1074.) pisana latinskim jezikom i datirana 8. srpnja 1071. godine, a sačuvana je u nekoliko prijepisa od kojih najstariji potječe iz 12. stoljeća. Povelja pruža važne uvide u teritorijalnu organizaciju, crkvene prilike i politički položaj Hrvatskoga Kraljevstva za vladavine kralja Petra Krešimira IV.

## Datacija i nastanak
Originalna povelja izdana je 1071. godine u kraljevskome gradu Biogradu, dok je njezin najstariji prijepis datiran u 12. stoljeće, napisan je karolinškom minuskulom, a čuva se u Hrvatskomu državnom arhivu u Zagrebu unutar zbirke pod nazivom Zbirka najstarijih hrvatskih povelja, signatura HR-HDA-876.

## Sadržaj
Poveljom se potvrđuju i reguliraju posjedi i prava Rapske biskupije te je kralj uzima u zaštitu i garantira joj stečene privilegije.

## Kraljevski pečat
U tekstu povelje se spominje kraljevski pečat te se navodi »i potvrđujući osnažujemo utiskivanjem našeg pečata« (et nostri sigilli inpressione firmando roboramus). Sačuvan je u obliku visećega pečata. Izrađen je iz tamnoga voska u promjeru 80 mm, debljine oko 15 mm, s natpisom velikim slovima: + SIGILLVM REGIS CRESIMIRRI DALM. AQ CHRO. Na pečatu je lik kralja na prijestolju sa žezlom i jabukom, a oko lika vladara utisnut je spomenuti natpis. Budući da se radi o prijepisu, odnosno kopiji iz 12. stoljeća, nije utvrđeno radi li se o izvornomu pečatu koji je skinut s originalne povelje u trenutku njezina prepisivanja ili s neke druge originalne i učvršćen na prijepis ili se radi o pečatu koji je iznova napravljen po uzoru na originalni.